# 祇園甲部歌舞練場

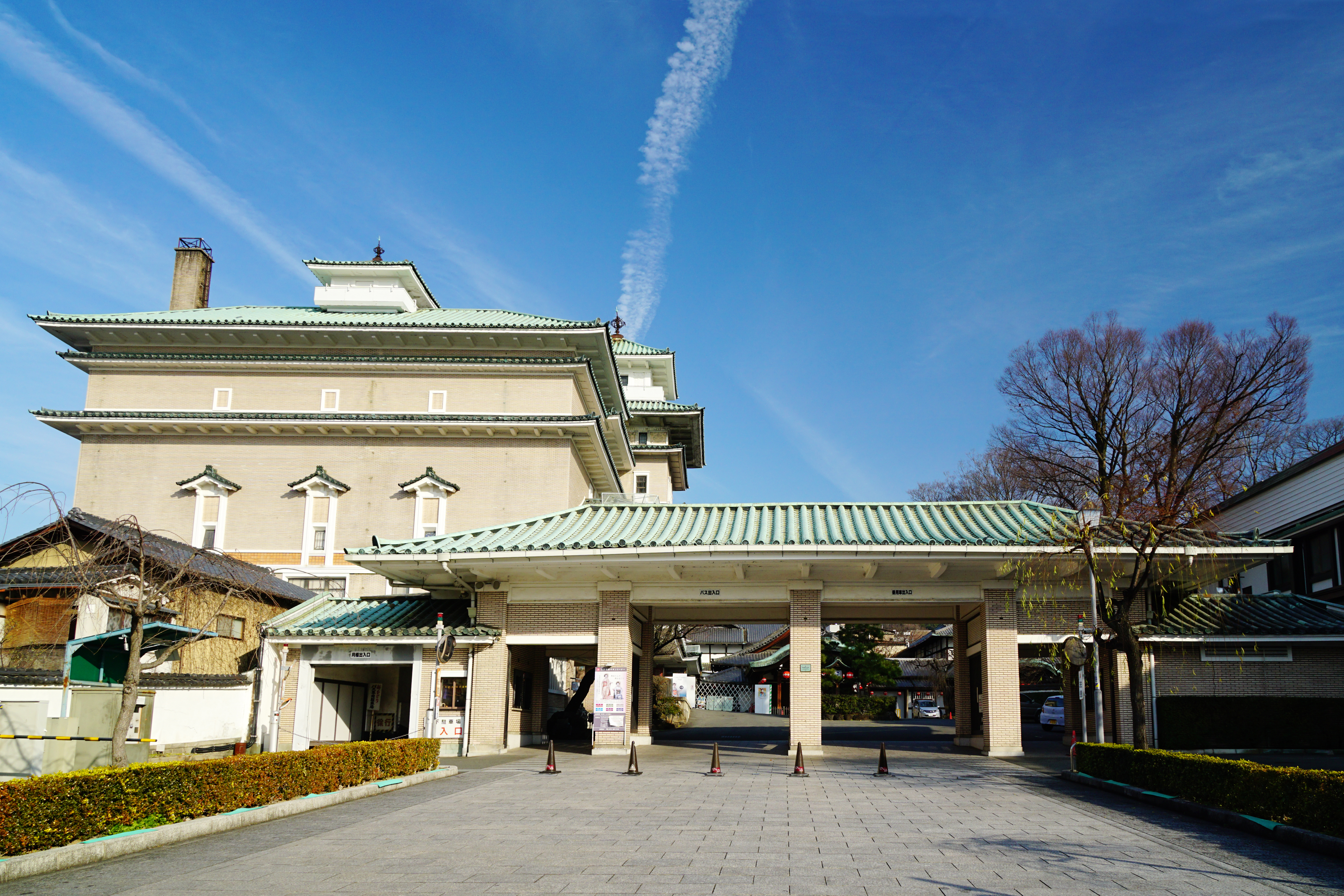
祇園甲部歌舞練場入口
奥に本館の玄関が見える
左側のビルは弥栄会館

祇園甲部歌舞練場（ぎおんこうぶかぶれんじょう）は京都市東山区の劇場（歌舞練場）。毎年春に上演される舞台公演『都をどり』の会場として知られる。国の登録有形文化財。

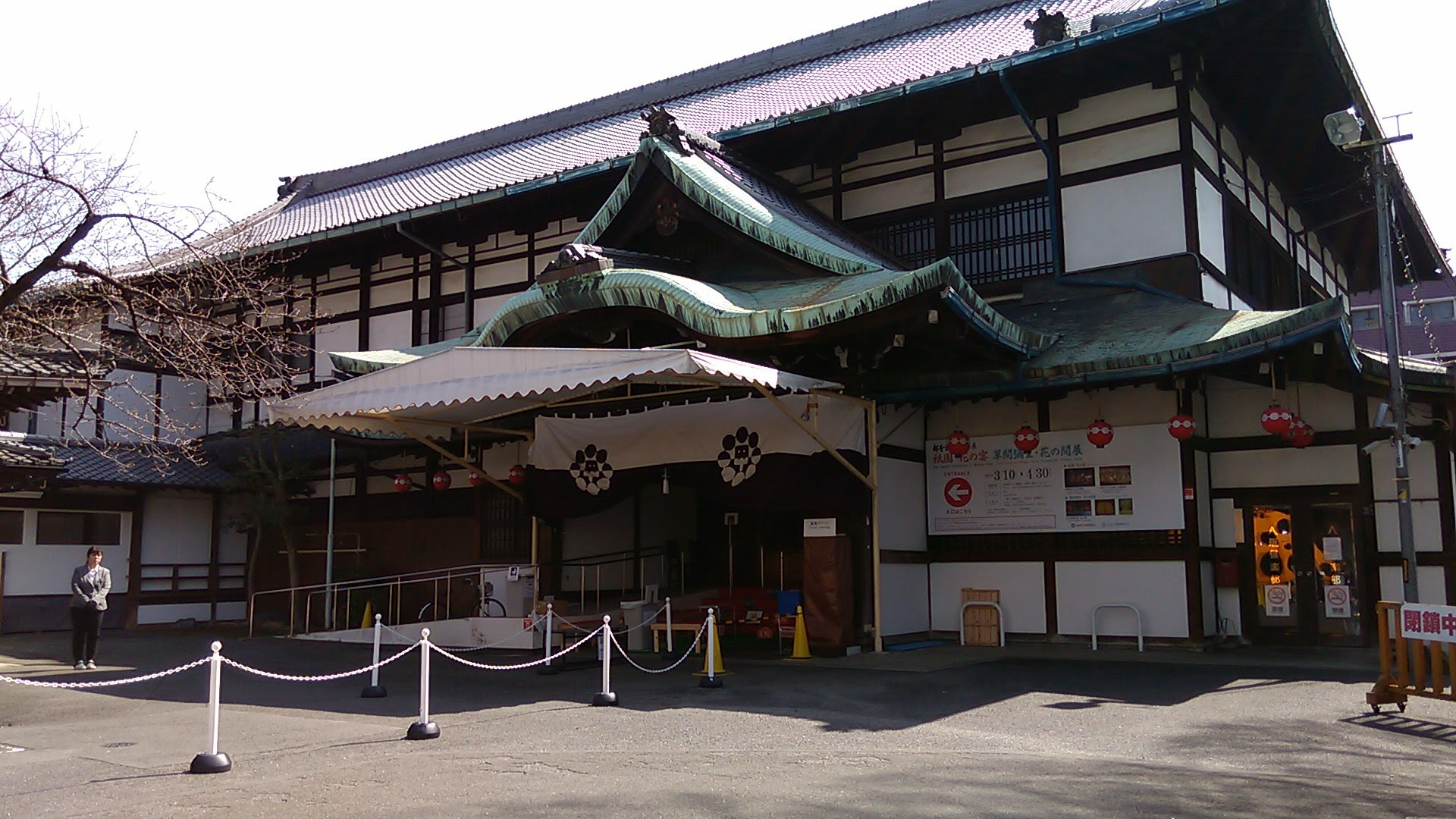
八坂倶楽部の建物で2017年から2019年まで開館していた草間彌生の「フォーエバー現代美術館」

## 沿革
祇園甲部歌舞練場は1872年（明治5年）に初演された都をどりの専用劇場として開設され、初代は1873年（明治6年）、建仁寺塔頭清住院を改装し、をどりのほか温習会等の行事に使用された。
1913年（大正2年）、現在地に移転し純和風建築の劇場を竣工。1953年（昭和28年）、大改装を実施、2001年（平成13年）、国の登録有形文化財に登録される。
2016年（平成28年）10月7日から耐震調査などのために一時休館、改修工事開始。
2023年（令和5年）、歌舞練場改修工事完了。2月7日、開場式。

## 所在地
〒605-0074
京都市東山区祇園町南側570-2

### 最寄り駅
京阪祇園四条駅下車徒歩8分